# Chimarra htinorum
Chimarra htinorum är en nattsländeart som beskrevs av Chantaramongkol och Malicky 1989. Chimarra htinorum ingår i släktet Chimarra och familjen stengömmenattsländor. Inga underarter finns listade i Catalogue of Life.